# Pauline Davis-Thompson
Pauline Davis-Thompson (Bahamas, 9 de julio de 1966) es una atleta bahameña, especializada en la prueba de 4 x 100 m, en la que llegó a ser campeona mundial en 1999 y campeona olímpica en 2000.

## Carrera deportiva
En el Mundial de Sevilla 1999 ganó la medalla de oro en los relevos 4 x 100 metros, con un tiempo de 41.92 segundos, por delante de Francia y Jamaica, siendo sus compañeras de equipo: Chandra Sturrup, Sevatheda Fynes y Debbie Ferguson.
Y en las Olimpiadas celebradas al año siguiente en Sídney, volvió a ganar el oro en 4 x 100 m, con un tiempo de 41.95 segundos, por delante de Jamaica y Estados Unidos, siendo sus compañeras de equipo las mismas que el año anterior: Chandra Sturrup, Sevatheda Fynes y Debbie Ferguson; y también ganó la medalla de oro en los 200 metros, con un tiempo de 22.27 segundos, por delante de Susanthika Jayasinghe de Sri Lanka, y de la jamaicana Beverly McDonald.
Además ha ganado la medalla de plata en los 400 metros lisos en el mundial de Gotemburgo 1995.